# Spiniphora spinulosa
Spiniphora spinulosa är en tvåvingeart som först beskrevs av Malloch 1912.  Spiniphora spinulosa ingår i släktet Spiniphora och familjen puckelflugor.
Artens utbredningsområde är New York. Inga underarter finns listade i Catalogue of Life.